# Tabanovtsé
Tabanovtsé ou Tabanovce (en macédonien Табановце) est un village du nord de la Macédoine du Nord, situé dans la municipalité de Kumanovo. Le village comptait 910 habitants en 2002. Il est majoritairement serbe, avec de fortes minorités macédonienne et albanaise. Tabanovtsé est connu pour sa douane, située à l'endroit où le chemin de fer et l'autoroute Belgrade-Skopje traversent la frontière serbo-macédonienne.

## Démographie

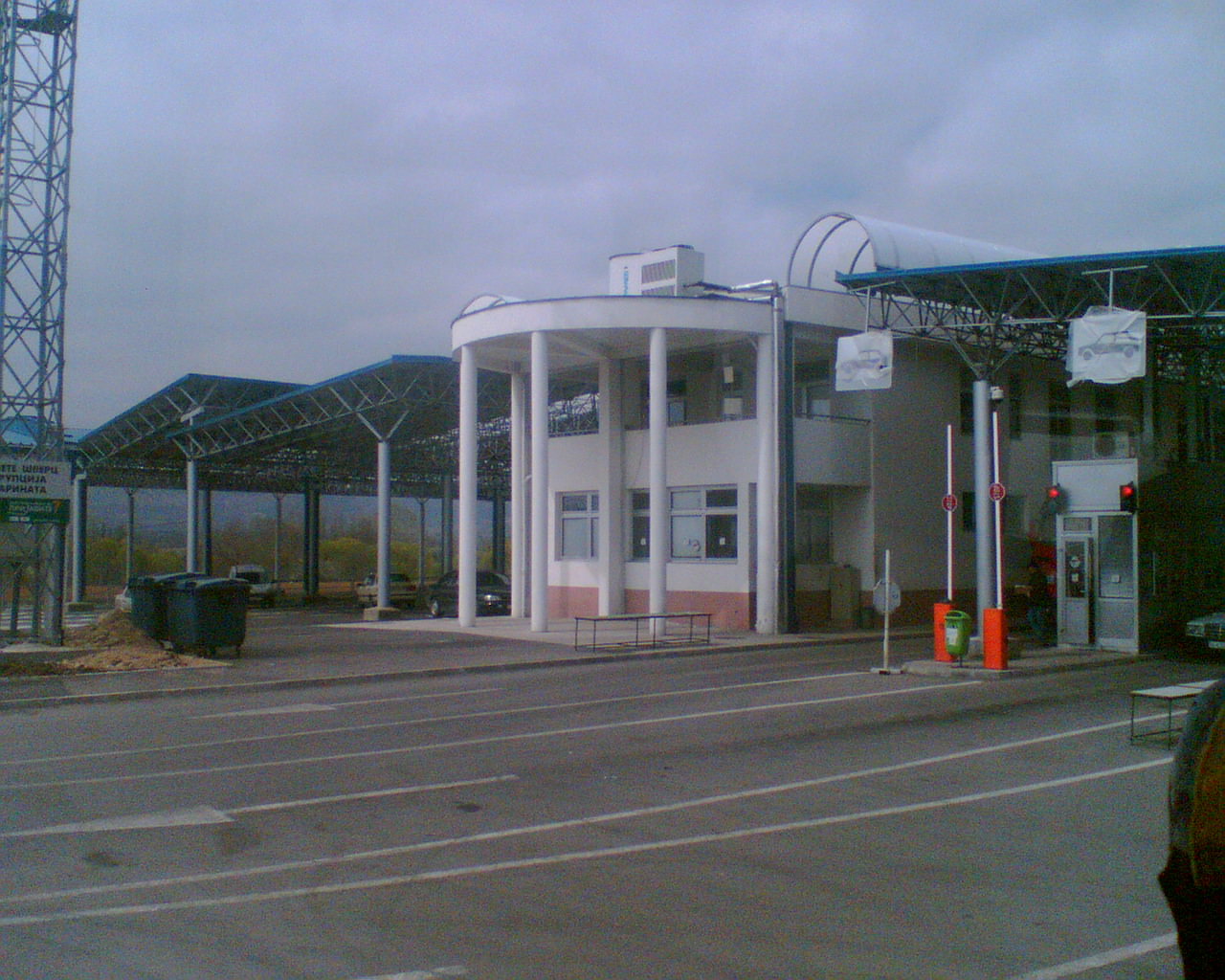
La douane de Tabanovtsé.

Lors du recensement de 2002, le village comptait :
- Serbes : 516
- Macédoniens : 205
- Albanais : 177
- Autres : 12